# Codó
Codó – brazylijskie miasto w położone stanie Maranhão. Przepływa przez nie rzeka Rio Itapicuru.
W mieście rozwinął się przemysł spożywczy.

## Populacja
- Wykres liczby ludności na podstawie danych zebranych przez Instituto Brasileiro de Geografia e Estatística (w tys.)